# Hirotsugu Fukuhara
Hirotsugu Fukuhara (japanisch 福原 広次 Hirotsugu Fukuhara; * 21. März 1945) ist ein ehemaliger japanischer Radrennfahrer.

## Sportliche Laufbahn
Fukuhara war Straßenradsportler. Er war Teilnehmer der Olympischen Sommerspiele 1964 in Tokio. Im Mannschaftszeitfahren wurde der japanische Straßenvierer mit Takehisa Katō, Masashi Ōmiya, Yoshio Shimura und Hirotsugu Fukuhara als 19. klassiert.
Er startete bei den Straßenradsport-Weltmeisterschaften 1965 im Mannschaftszeitfahren und kam mit dem japanischen Vierer auf den 18. Platz.